# تشمنغلين (مقاطعة غيلانغرب)
تشمنغلين (بالفارسية: چمن‌گلین) هي قرية تقع في قسم ديره الريفي في إيران. يقدر عدد سكانها بـ 53 نسمة بحسب إحصاء 2016.